# Brenner-basistunnel
De Brenner-basistunnel (BBT) (Duits: Brennerbasistunnel; Italiaans: Galleria di base del Brennero) is een geplande spoortunnel door de basis van de Tiroler Alpen onder de Brennerpas die als onderdeel van de Brennerspoorlijn Innsbruck Hauptbahnhof in het Oostenrijkse Innsbruck direct verbindt met Franzensfeste, een Italiaans dorpje in Zuid-Tirol. De tunnel zou met een lengte van 55 km bij de geplande opening in 2028 iets korter zijn dan de 57 km van de Gotthard-basistunnel die in 2016 werd geopend.
De bouw van de tunnel wordt gefinancierd door Oostenrijk en Italië met bijkomende middelen van de Europese Unie via het Trans-Europese Netwerken-programma. De reistijd van Innsbruck naar Bozen zou met de tunnel van de huidige 2 uur naar 50 minuten teruggebracht kunnen worden.
- Gemeinsame Normdatei: 7594947-7
- Virtual International Authority File: 315169124